# Opération virus
L’opération Virus est une opération de démantèlement d’une filière internationale de blanchiment d'argent, et d'un point de vue plus général de lutte contre le trafic de drogue en 2012,. L’enquête a été menée par la section Anti Blanchiment de l’Office Central pour la Repression de la Grande Délinquance Financière (OCRGDF). Plus de 18 millions d’euros ont été saisis par les enquêteurs, une centaine de millions par le fisc et plus d’un milliard d’Euros identifiés en Suisse et à Dubaï. 
Virus est à ce jour l’une des plus importantes affaires de blanchiment menées en France. 
Cette affaire a révélé les liens de dépendance existants entre le crime organisé, la fraude internationale et la fraude fiscale ainsi que la complémentarité des circuits financiers formels et informels.   
Le rôle du cabinet Mossack Fonseca, au cœur de l’affaire des Panama Papers, avait été mis en évidence par l’OCRGDF dès 2012. 